# ESWE Verkehrsgesellschaft

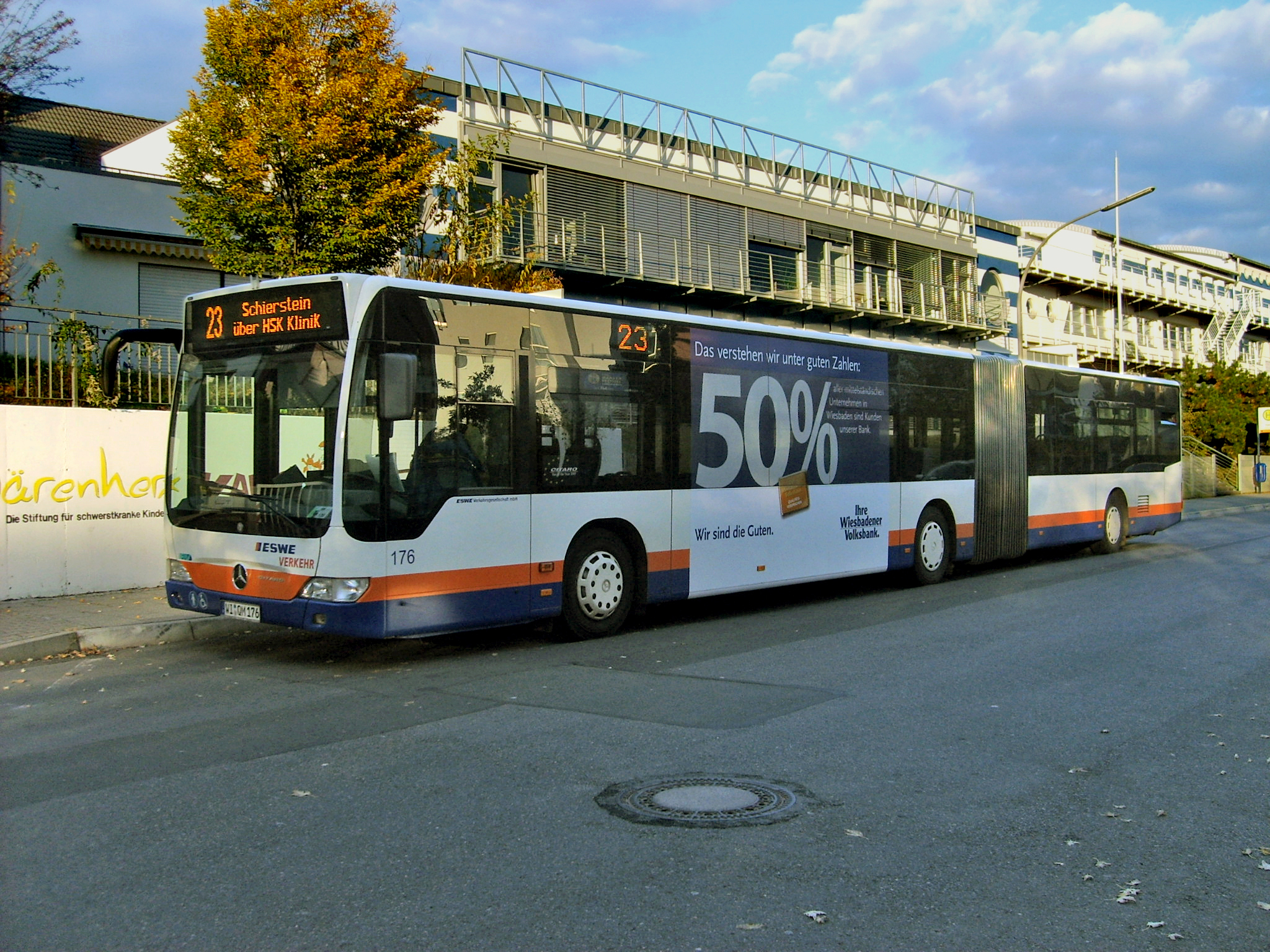
Wiesbaden: autosnodato Mercedes Citaro II del ESWE sulla linea 23 a Schierstein.

La ESWE Verkehrsgesellschaft, più nota con l'acronimo ESWE, l'azienda tedesca che svolge il servizio di trasporto pubblico auto nella città di Wiesbaden e nel suo circondario.

## Esercizio
L'azienda gestisce 39 autolinee e 9 autolinee notturne.

## Parco aziendale
Nel 2010 la flotta circolante era costituita da 191 autobus di cui 71 autosnodati spesso con livrea bianco-arancione-blu.

## Sede legale
La sede è a Wiesbaden.